# 추풍령휴게소

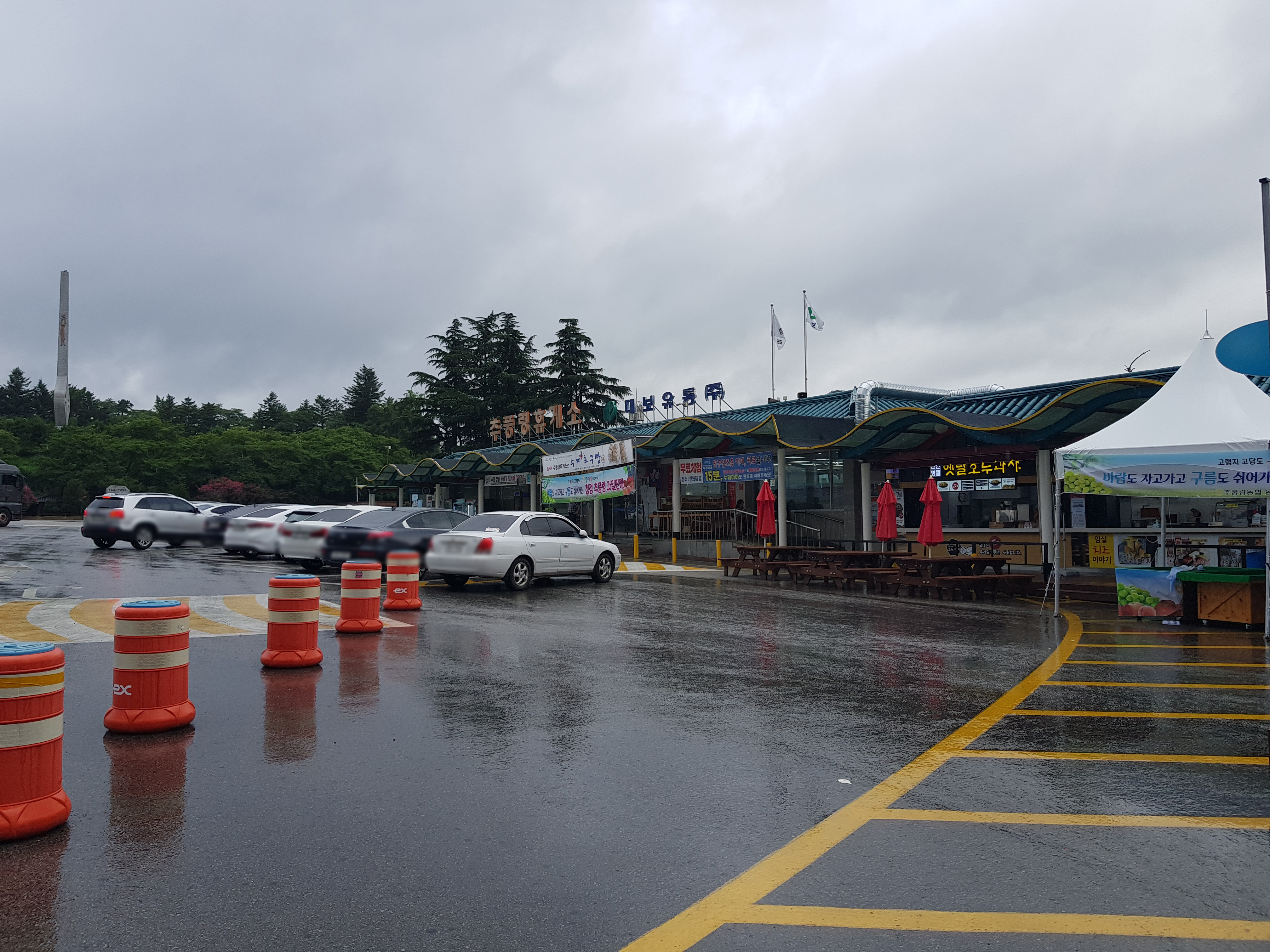
서울방향

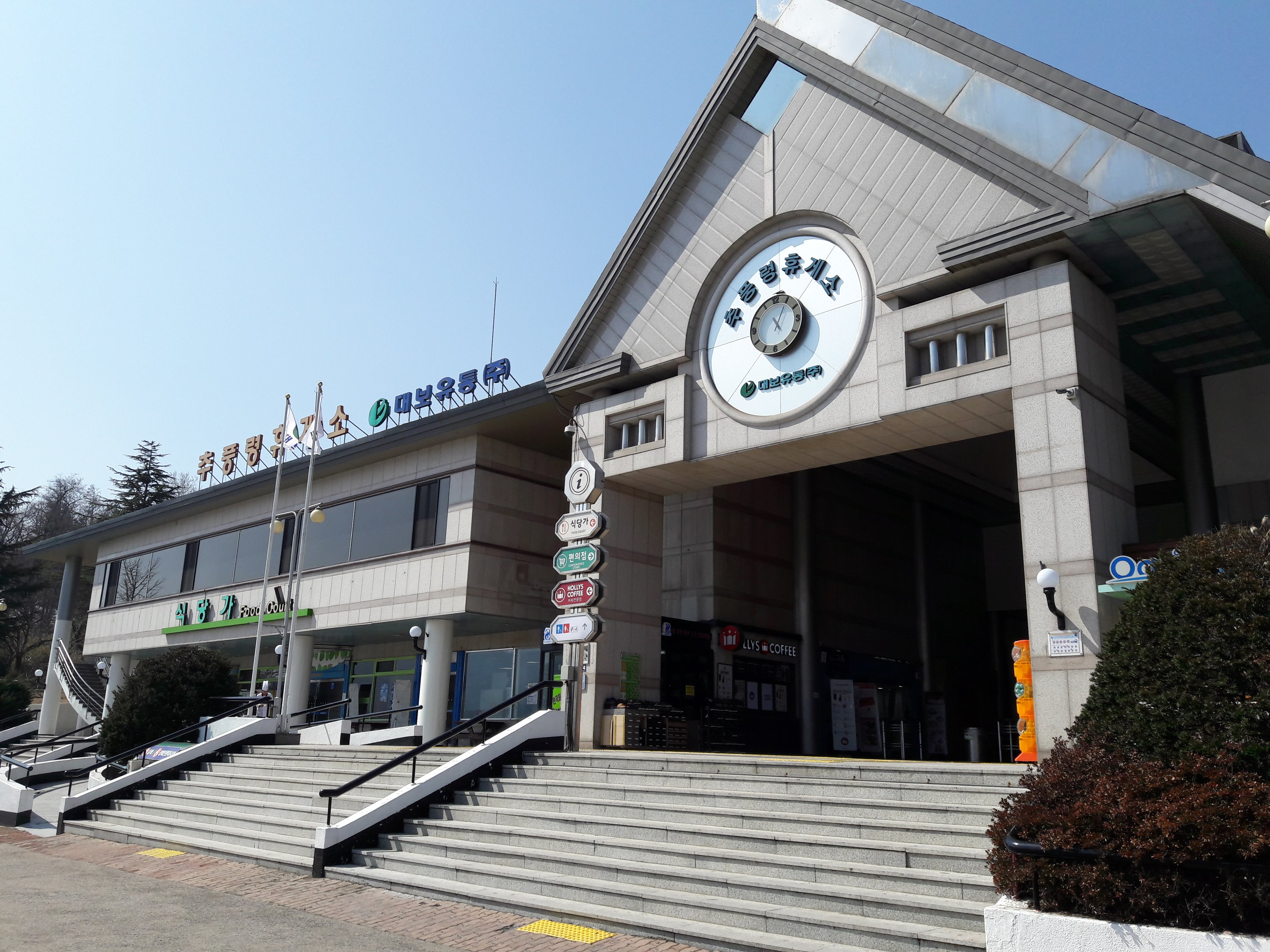
부산방향

추풍령휴게소(秋風嶺休憩所, Chupungnyeong Service area)은 경상북도 김천시 봉산면 광천리에 위치한 경부고속도로의 고속도로 휴게소이다. 부산 기점에서 213km 지점에 위치하며, 양방향 모두에 휴게소가 설치되어 있다. 서울 방면 휴게소의 주소는 경상북도 김천시 봉산면 경부고속도로 214-1이며, 부산 방면 휴게소의 주소는 경상북도 김천시 봉산면 경부고속도로 213이다. 양방향 휴게소는 모두 추풍령 나들목과 연결되어 있으며, 나들목으로 진입할 경우 휴게소의 이용이 가능하다. 반면, 고속도로로 직접 진입하는 경우에는 휴게소 이용은 불가하고 주유소나 충전소만 이용할 수 있다.

## 역사
추풍령휴게소는 1971년 경부고속도로 개통과 함께 문을 연 이후 반세기 이상 운영되어 오면서, 대한민국 교통사의 중요한 이정표로 자리매김하였다. 그러나 준공 이후 장기간 사용됨에 따라 시설의 노후화가 불가피하게 진행되었다. 건축 구조물, 내부 편의시설, 주차장, 위생 시설 등에서 시대적 변화와 이용객의 기대 수준을 충족하지 못한다는 지적이 꾸준히 제기되었다.
이에 따라 추풍령휴게소는 여러 차례 개보수 과정을 거쳤다. 초기에는 노후화된 건축물의 안전 보강과 설비 교체가 주를 이루었으나, 이후에는 단순 보수 차원을 넘어 이용객의 편의를 강화하는 방향으로 리모델링이 추진되었다. 특히 음식점, 매점, 주유소 및 충전소 시설의 현대화가 이루어졌으며, 위생 관리와 주차 공간 확충을 통해 서비스 품질 개선이 도모되었다.
또한 최근에는 고속도로 휴게소의 기능이 단순한 ‘휴식 공간’을 넘어 지역 특산품 홍보, 관광 연계, 전기차 충전소 설치 등 복합적 성격을 띠게 되면서, 추풍령휴게소 역시 이에 부응하는 방향으로 시설 개편이 진행되고 있다. 이러한 개보수는 노후화로 인한 시설 안전 문제를 해소하는 동시에, 최초의 고속도로 휴게소라는 역사적 위상을 보존하고 현대적 교통 문화에 부합하는 공간으로 재정립하는 데 의의가 있다.

## 시설

### 서울 방향
- 현금인출기
- 브랜드매장 : 파리바게트
- 경정비소 : 있음
- 화물휴게소 : 없음
- 정유사 : 알뜰주유소, E1(LPG)
- 대표음식 : 돈가스제육덮밥
  - 북위 36° 11′ 59″ 동경 128° 00′ 12″ / 북위 36.1996757°  동경 128.0032379°

### 부산 방향

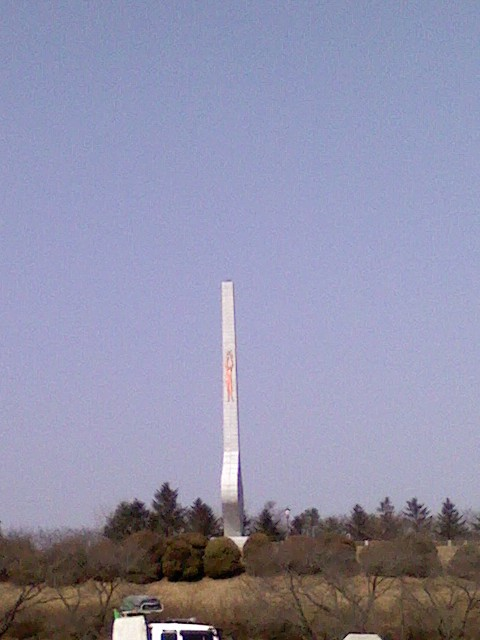
추풍령 휴게소 내에 있는 기념탑

부산방면 휴게소에서는 경부고속도로 완공 기념비에 올라가볼 수 있다.
- 현금인출기
- 경정비소 : 있음
- 화물휴게소 : 없음
- 정유사 : 알뜰주유소, SK에너지(LPG)
- 대표음식 : 돈가스제육덮밥
  - 북위 36° 12′ 01″ 동경 128° 00′ 01″ / 북위 36.2002929°  동경 128.0003197°

## 다음 휴게소
상행선
- 경부고속도로 서울방향 황간휴게소 17km

하행선
- 경부고속도로 부산방향 김천휴게소 19km

## 전후
서울 방향
- 추풍령 나들목 ← 추풍령휴게소 ← 김천 나들목
- 황간 휴게소 ← 추풍령휴게소 ← 김천 휴게소

부산 방향
- 황간 나들목 → 추풍령휴게소 → 추풍령 나들목
- 황간 휴게소 → 추풍령휴게소 → 김천 휴게소

## 같이 보기
- 추풍령 고속버스 추락 참사
- 추풍령